# Tonje Larsen
Tonje Larsen, née le 26 janvier 1975 à Tønsberg, est une handballeuse norvégienne évoluant au poste de demi-centre ou d'arrière gauche. Avec l'équipe de Norvège, elle a remporté les trois titres majeurs : championne olympique en 2008, championne du monde en 1999 et triple championne d'Europe (1998, 2008 et 2010).

## Biographie
Elle effectue la plus grande partie de sa carrière en club dans le championnat norvégien, à Tønsberg puis dans le club de Larvik HK, qui domine depuis plusieurs saisons le championnat national. En 1998, elle rejoint le championnat du Danemark dans le club de Viborg HK avec lequel elle remporte la Coupe EHF ainsi que le championnat du Danemark. Après une saison, elle retourne dans son ancien club de Larvik. Avec celui-ci, elle remporte de nombreux championnats de Norvège ainsi que deux Coupe d'Europe des vainqueurs de coupe, en 2005 et 2008. En 2011, elle remporte le seul titre européen qui lui manque : la Ligue des champions 2011
Débutant en Équipe de Norvège en 1992, elle a gagné avec celle-ci de nombreuses récompenses internationales, avec tout d'abord une médaille de bronze lors de l'Euro 1994, puis la médaille d'argent lors de l'édition de 1996. L'année suivante, lors du Championnat du monde en Allemagne, c'est de nouveau une médaille d'argent qui récompense la Norvège. La première médaille d'or est acquise lors du championnat d'Europe 1998, puis l'année suivante, la Norvège confirme en remportant le championnat du monde 1999 face à la France après deux prolongations.
L'année suivante, la Norvège remporte la médaille de bronze lors des Jeux olympiques de 2000 à Sydney, battue par la Hongrie en demi-finale, puis triomphant de la Corée du Sud. Larsen remporte une nouvelle médaille d'argent, lors du championnat d'Europe 2002, battue en finale par Danemark. 
En 2008, elle retrouve la sélection norvégienne, sélection avec laquelle elle n'avait plus évolué depuis décembre 2003, pour participer aux Jeux olympiques de 2008 de Pékin. Elle connaît la consécration en remportant la médaille d'or avec cette équipe.
Au championnat d'Europe 2008, elle remporte une nouvelle médaille d'or et est élue meilleure arrière gauche de la compétition. Le championnat d'Europe 2010 est sa dernière compétition sous le maillot de la Norvège : sa 264e sélection est une nouvelle fois couronnée d'or.
Le 5 décembre 2013, elle annonce sa grossesse et arrête alors de jouer avant de reprendre en janvier 2015. Elle met finalement un terme à sa carrière à l'issue de la saison et devient entraîneur adjoint, toujours au Larvik HK.

## Palmarès

### Club
compétitions internationales
- vainqueur de la Ligue des champions en 2011 (avec Larvik HK)
- vainqueur de la coupe EHF en 1999 (avec Viborg HK)
- vainqueur de la coupe d'Europe des vainqueurs de coupe (2)  en 2005 et 2008 (avec Larvik HK)

compétitions nationales
- championne de Norvège (16) en 1994, 1997, 2000, 2001, 2002, 2003, 2005, 2006, 2007, 2008, 2009, 2010, 2011, 2012, 2013 et 2015 (avec Larvik HK)
- vainqueur de la  coupe de Norvège (13) en  1996, 1998, 2000, 2003, 2004, 2005, 2006, 2007, 2009, 2010, 2012, 2013 et 2015 (avec Larvik HK)
- championne du Danemark en 1999 (avec Viborg HK)

### Sélection nationale
Jeux olympiques
- médaille d'or aux Jeux olympiques de 2008 à Pékin
- médaille de bronze aux Jeux olympiques de 2000 à Sydney

championnats du monde 
- vainqueur du championnat du monde 1999
- finaliste du championnat du monde 1997
- 3e du championnat du monde 2009[9]

championnats d'Europe 
- vainqueur du championnat d'Europe 1998
- vainqueur du championnat d'Europe 2008
- vainqueur du championnat d'Europe 2010
- finaliste du championnat d'Europe 1996
- finaliste du championnat d'Europe 2002
- 3e du championnat d'Europe 1994

### Récompenses individuelles
- meilleure joueuse du championnat de Norvège en 2002[10] et 2003[11]
- meilleure arrière gauche au championnat d'Europe 2008
- 4e joueuse la plus capée en équipe de Norvège avec 264 sélections